# Wiktor Bołogan
Wiktor Wiorel Bołogan, ros. Виктор Бологан (ur. 14 grudnia 1971 w Kiszyniowie) – mołdawski szachista i trener szachowy (FIDE Senior Trainer od 2012), arcymistrz od 1991 roku.

## Kariera szachowa

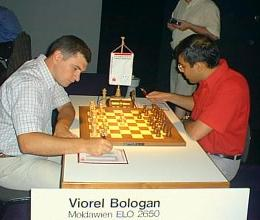
Bołogan–Anand, Dortmund 2003

W szachy nauczył się grać w wieku 7 lat od swojego ojca. Od 1981 roku znajdował się już pod stałą opieką trenerską, dzięki czemu mając lat 13, zdobył tytuł kandydata na mistrza. Pierwsze turniejowe zwycięstwo odniósł w roku 1989, dzieląc I miejsce (wraz z Borysem Gelfandem i Aleksiejem Szyrowem) w turnieju młodych radzieckich mistrzów w Kramatorsku. W roku 1990 otrzymał tytuł mistrza międzynarodowego, a w 1991 został arcymistrzem, po zwycięstwach w Ksanti oraz w mistrzostwach ZSRR juniorów do lat 20, rozegranych w Jurmale. W roku 1993 zwyciężył w Ostrawie oraz dwukrotnie w Las Palmas, zaś dwa lata później - w Moskwie.
Pierwsze sukcesy kwalifikujące go do światowej czołówki zaczął odnosić pod koniec lat dziewięćdziesiątych. W roku 1997 zwyciężył (wraz z Michałem Krasenkowem) w słynnym otwartym turnieju World Open w Nowym Jorku. Dwa lata później zajął II miejsce (za Joelem Lautierem) w silnie obsadzonym turnieju (XV kat. FIDE) w Enghien-les-Bains oraz zwyciężył w turnieju tej samej kategorii w Belfort. W roku 2000 zwyciężył w turniejach w Mińsku i Pekinie (XVI kat.) oraz podzielił I miejsce (wraz z Judit Polgár, a przed Nigelem Shortem i Anatolijem Karpowem) w memoriale Miguela Najdorfa w Buenos Aires. W kolejnym roku wygrał turniej XV kategorii w miejscowości Pojkowskij (przed Symbatem Lyputianem, Siergiejem Rublewskim oraz Wadimem Zwiagincewem) oraz podzielił I miejsce w turnieju w Szanghaju. W 2002 roku dwukrotnie zwyciężył Pampelunie - w turnieju rozegranym na przełomie 2001/2002 roku (przed Tejmurem Radżabowem i Ulfem Anderssonem) oraz w czwórmeczu rozegranym w grudniu (wraz z Rustamem Kasimdżanowem). W tym samym roku zwyciężył również w silnie obsadzonym turnieju szachów błyskawicznych Ordix Open w Moguncji (przed m.in. Piotrem Swidlerem i Rafaelem Waganianem).
W roku 2003 odniósł swój życiowy sukces, samodzielnie zwyciężając w turnieju elity w Dortmundzie (przed m.in. Władimirem Kramnikiem, Viswanathanem Anandem i Péterem Lékó). W tym samym roku podzielił również I miejsce w słynnym turnieju Aerofłot Open w Moskwie. Zwycięstwo w Dortmundzie zaowocowało zaproszeniem do kolejnego turnieju elity, w Wijk aan Zee w roku 2004, w którym zajął bardzo dobre V miejsce, wyprzedzając m.in. Władimira Kramnika, Jewgienija Bariejewa, Piotra Swidlera i Aleksieja Szyrowa. W następnym roku podzielił I miejsca w kolejnych bardzo silnie obsadzonych turniejach w Pojkowskij (wraz z Etienne Bacrotem, a przed Aleksandrem Griszczukiem, Aleksiejem Driejewem i Piotrem Swidlerem) i w Sarajewie (turniej Bosna, wraz z Iwanem Sokołowem) oraz - dzięki tym wynikom - po raz pierwszy osiągnął granicę 2700 punktów rankingowych. W roku 2006 ponownie podzielił I miejsce w turnieju Aeroflot Open w Moskwie, zwyciężył (z wynikiem 9/9) w otwartym turnieju Porzellan Cup w Dreźnie oraz zajął bardzo dobre III miejsce w turnieju XVIII kategorii w Foros (za Siergiejem Rublewskim oraz Wasilijem Iwanczukiem). W 2007 podzielił II miejsce (wraz z Jewgienijem Aleksiejewem i Aleksandrem Oniszczukiem) w silnie obsadzonym turnieju w miejscowości Pojkowskij. W 2010 r. po raz kolejny odnotował dobry występ w Pojkowskim, zwyciężając wspólnie z Siergiejem Kariakinem.
Czterokrotnie wystąpił w mistrzostwach świata FIDE, rozgrywanych systemem pucharowym, nie notując jednak sukcesów:
- 1997 - Groningen - awans do II rundy, w której przegrał z Rafaelem Waganianem,
- 2000 - Nowe Delhi - awans do II rundy, w której przegrał z Viswanathanem Anandem,
- 2001 - Moskwa - porażka w I rundzie z Igorem-Alexandre Natafem,
- 2004 - Trypolis - awans do II rundy, w której przegrał z Aleksandrem Moisejenko.

W latach 1992–2010 dziewięciokrotnie brał udział w szachowych olimpiadach, za każdym razem na I szachownicy. Był również dwukrotnie (1992, 2011) uczestnikiem drużynowych mistrzostw Europy.
Jest pierwszym w historii Mołdawianinem, który przekroczył poziom 2700 punktów rankingowych. Najwyższy ranking w dotychczasowej karierze osiągnął 1 sierpnia 2012 r., z wynikiem 2734 punktów zajmował wówczas 18. miejsce na światowej liście FIDE, jednocześnie zajmując 1. miejsce wśród mołdawskich szachistów.